# Washingtonia filifera
Washingtonia filifera is de botanische naam van een palm. De plant komt voor in Noord-Amerika, in het zuiden van Californië en in het westen van Arizona. De plant groeit er in een semi-woestijnklimaat waar er weinig water is, de zomers extreem warm en lang zijn en de winters kort.
De palm wordt 15-18 m hoog en tot 1 m breed. De stammen hebben een 'lange rok' van verdroogde bladeren. De tot 3,5 m lange bladeren hebben een stekelige bladsteel. De bloeiwijzen hebben kleine witte bloempjes. De vruchten zijn zeer klein en schitterend zwart.
Aan de Middellandse Zeekusten van Frankrijk, Spanje en Italië is de plant winterhard. Incidenteel overleeft de soort in Bretagne, maar pogingen in België en Nederland zijn gedoemd tot mislukken.